# Glyphotes simus
O Glyphotes simus é uma espécie de roedor da família Sciuridae.É a única espécie colocado no gênero Glyphotes.É endêmico da Malásia.